# 梧桐镇 (孝义市)
梧桐镇，是中华人民共和国山西省吕梁市孝义市下辖的一个乡镇级行政单位。

## 行政区划
梧桐镇下辖以下地区：
中梧桐村、东梧桐村、南梧桐村、北梧桐村、仁顺村、曹村、前营村、后营村、仁坊村、新尉屯村、旧尉屯村、东王屯村、中王屯村、西王屯村、南姚村、北姚村、东董屯村、西董屯村、岭北村和田家沟村。